# Sandra Frei
Sandra Frei (Flims, 6 de agosto de 1984) es una deportista suiza que compitió en snowboard.
Ganó una medalla de plata en el Campeonato Mundial de Snowboard de 2007, en la prueba de campo a través. Adicionalmente, consiguió dos medallas de bronce en los X Games de Invierno.

## Medallero internacional
| Campeonato Mundial | Campeonato Mundial | Campeonato Mundial | Campeonato Mundial |
| Año                | Lugar              | Medalla            | Prueba             |
| ------------------ | ------------------ | ------------------ | ------------------ |
| 2007               | Arosa (Suiza)      | Medalla de plata   | Campo a través     |

| X Games de Invierno | X Games de Invierno    | X Games de Invierno | X Games de Invierno |
| Año                 | Lugar                  | Medalla             | Prueba              |
| ------------------- | ---------------------- | ------------------- | ------------------- |
| 2008                | Aspen (Estados Unidos) | Medalla de bronce   | Campo a través      |
| 2009                | Aspen (Estados Unidos) | Medalla de bronce   | Campo a través      |